# Bystřice pod Lopeníkem
Bystřice pod Lopeníkem är en ort i Tjeckien.   Den ligger i distriktet Okres Uherské Hradiště och regionen Zlín, i den östra delen av landet, 270 km sydost om huvudstaden Prag. Bystřice pod Lopeníkem ligger 361 meter över havet och antalet invånare är 801.
Terrängen runt Bystřice pod Lopeníkem är kuperad åt sydost, men åt nordväst är den platt. Runt Bystřice pod Lopeníkem är det ganska glesbefolkat, med 40 invånare per kvadratkilometer. Närmaste större samhälle är Uherský Brod, 10,2 km nordväst om Bystřice pod Lopeníkem. I omgivningarna runt Bystřice pod Lopeníkem växer i huvudsak blandskog.